# 173 (число)
Вижте пояснителната страница за други значения на 173.
173 (сто седемдесет и три) е просто, естествено, цяло число, следващо 172 и предхождащо 174.
Сто седемдесет и три с арабски цифри се записва „173“, а с римски цифри – „CLXXIII“. 173 е на 40-о място в реда на простите числа (след 167 и преди 179). Числото 173 е съставено от три цифри от позиционните бройни системи – 1 (едно), 7 (седем), 3 (три).

## Общи сведения
- 173 е нечетно число.
- 173-тият ден от годината е 22 юни.
- 173 е година от Новата ера.